# Корона Анны Иоанновны

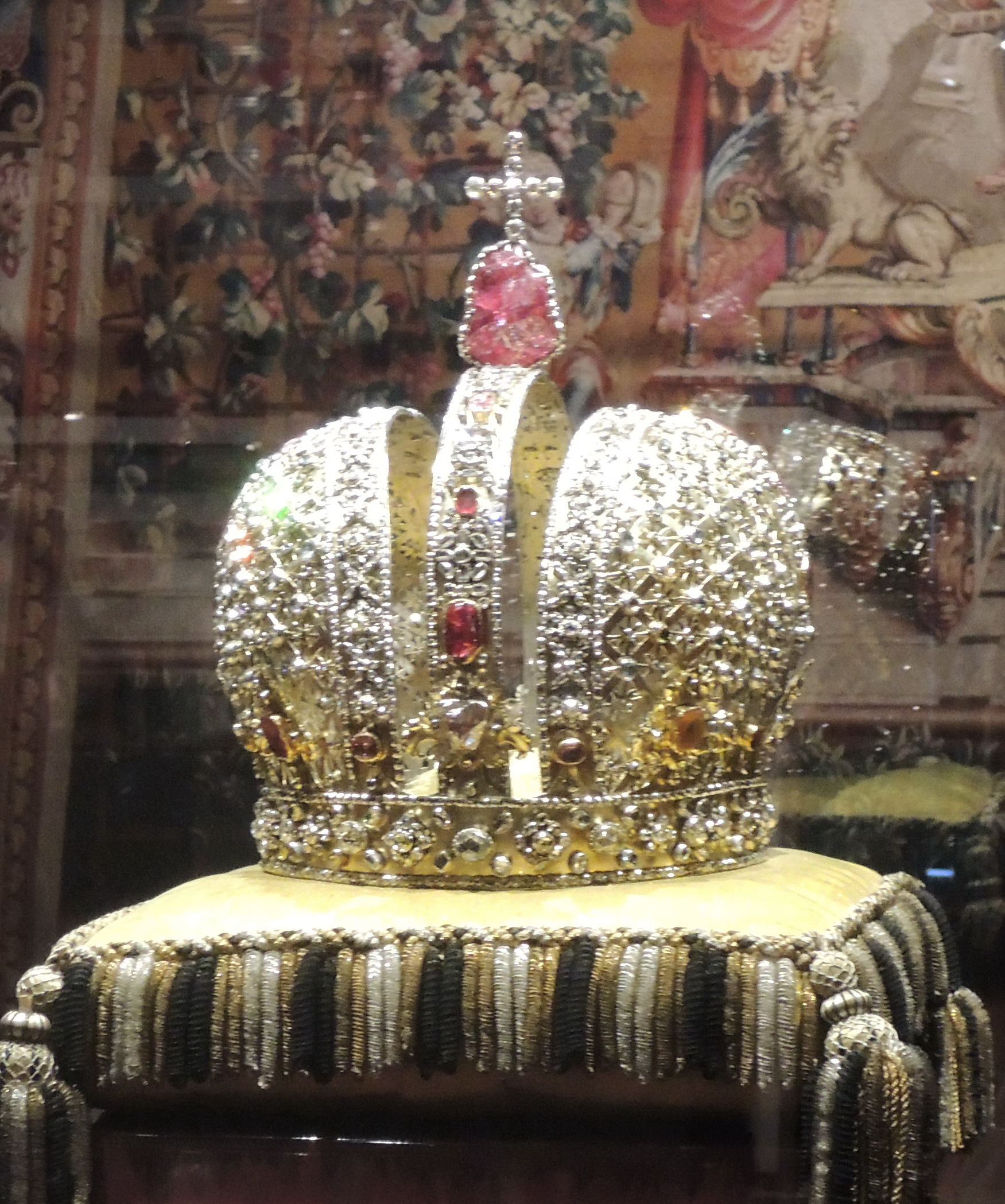

Корона российской императрицы Анны Иоанновны (с 1829 года иногда называлась Польская корона) — драгоценный венец, созданный в 1730 году, в Москве, группой русских мастеров во главе с придворными ювелирами, золотых дел мастерами Самсоном Ларионовым и Никитой Милюковым.

## Описание
Серебряную позолоченную корону украшают 2500 алмазов, а также красные камни — рубины и турмалины. Темно-красный турмалин, помещенный под крестом, весит сто грамм. При изготовлении короны использовались такие техники, как литье, чеканка, резьба и золочение. Высота короны 31,3 см.
Корона была передана на хранение в Мастерскую и Оружейную палату Московского Кремля. Ныне экспонируется в Оружейной палате Музеев Московского Кремля (зал 7, витрина 50).

## История
Собрание коронационной комиссии 12 марта 1730 года приняло решение о создании двух новых корон для государыни Анны Иоанновны: Большой императорской (для коронации), и Малой (для иных церемоний). Их изображения можно видеть в коронационном альбоме, изданном в этом же 1730 году.
. В десятых числах марта 1730 года посылают солдат по московским слободам собрать «к делу короны ея императорскаго величества золотых дел мастеров серебреников и чеканчиков». В работе над этими коронами участвовали алмазных дел мастер Иван Шмит, золотых дел мастера Самсон Ларионов (он же создал первую российскую императорскую корону Екатерины I), Никита Милюков и Калина Афанасьев, серебряных дел мастер Петр Семенов, золотарь Лука Федоров и переплетчики Иван Матфеев и Вадим Алексеев.

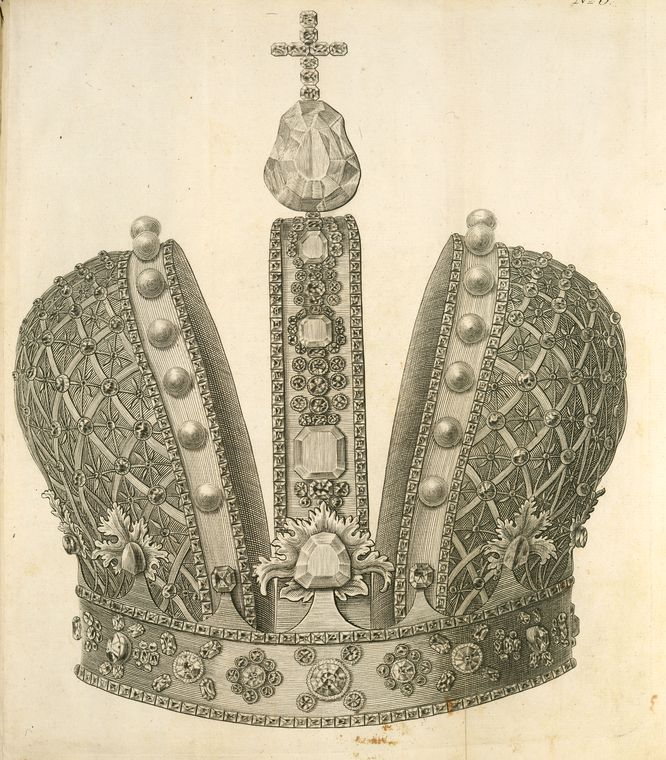
Большая императорская корона Анны Иоановны

При описании короны Анны Иоанновны в изданиях XIX века автор венца не указывался. В 1925 году С. Н. Тройницкий в своей небольшой статье «Коронационные регалии» в сборнике «Алмазный фонд СССР» делает ничем не подкрепленное предположение, о том, что автором короны может быть Г. В. Дункель.. Тройницкий пишет: «Кто делал …корону Анны Иоанновны, мы не знаем, может быть, Готлиб Вильгельм Дункель, имя которого часто встречается в документах той эпохи в связи с ювелирными работами, исполнявшимися для двора». Так имя Дункеля вошло в научный оборот. Однако на основании архивных документов из Российского государственного архива древних актов Ю. И. Быковой удалось выяснить имена мастеров, выполнявших царский заказ и обстоятельства создания императорских регалий Анны Иоанновны и опубликовать их в 2013 году в своих трудах.

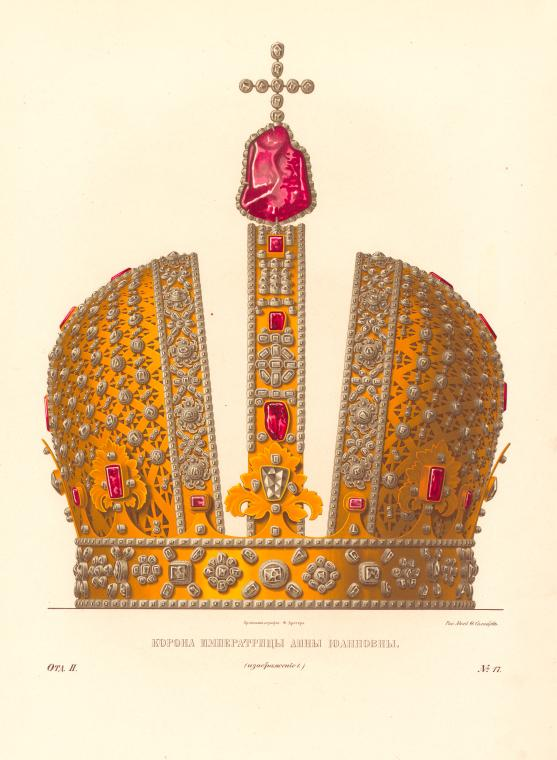
Корона Анны Иоанновны на иллюстрации из альбома «Древности Российского государства» (XIX век)

В правление Анны Иоанновны эту корону частично переделывают. Во время коронации Анны Иоанновны 28 апреля 1730 года венец украшают жемчужины (по документам — 105 «зерен бурмяцких»). Этот вид короны запечатлен на гравюре из коронационного альбома 1730 года. По описи 1742 года жемчуга на короне уже нет. Также, по мнению Л. К. Кузнецовой, огромный рубин, весом почти 400 карат, привезенный в 1676 году Спафарием царю Алексею Михайловичу из Китая (и венчавший короны сначала Екатерины I, а затем и Петра II) уже после коронации был заменен на громадный турмалин. Однако документальные подтверждения как тому, что камень заменяют, так и тому, что именно камень, привезенный Спафарием, украшал первые две российские короны, пока не найдены.

### Польша
Корона Анны Иоанновны использовалась во время коронации Николая I в Варшаве 12 (24) мая 1829 года, в отсутствие имевшихся корон Королевства Польского (после падения Речи Посполитой в 1795 году они были вывезены в Пруссию и затем, по приказу короля Фридриха Вильгельма III, были разобраны на драгоценные камни и золото). В Большом гербе Российской империи корона венчала гербовой щит Царства Польского.